# Форсайт (окръг, Джорджия)
Окръг Форсайт (на английски: Forsyth County) е окръг в щата Джорджия, Съединени американски щати. Площта му е 640 km², а населението - 150 968 души. Административен център е град Къминг.